# Hoplitis abnormis
Hoplitis abnormis är en biart som beskrevs av Van der Zanden 1992. Hoplitis abnormis ingår i släktet gnagbin, och familjen buksamlarbin. Inga underarter finns listade i Catalogue of Life.